# @tentação
@tentação é uma canção da dupla sertaneja brasileira Fred & Fabrício, com participação especial de Bruno & Marrone, lançada em 9 de junho de 2023 pela Som Livre.
"@tentação" foi o único single a ser produzido por Júnior Melo, atual produtor da dupla Bruno & Marrone e dono do Studio Bar, em Uberlândia, onde acontece o videoclipe, acessado quase 500 mil vezes nas seis primeiras horas de postagem.
A canção foi regravada no álbum Infinito pra Sempre, de 2024.

## Antecedentes
Em 2023, Fred & Fabrício lançavam Acústico de Primeira 2, incluindo os sucessos "Guarda-Roupa" e Flor de Plástico, que alcançaram um sucesso significativo na carreira da "dupla de quatro vozes". "Guarda-Roupa", com participação do Hugo & Guilherme, ficou em 87º no ranking top 200 do Spotify e contava mais de 6 milhões de visualizações.

## Composição e conteúdo
A letra, de Diego Silveira, Junior Pepato, Philipe Pancadinha e Renato Sousa, fala sobre a importância de se preservar a fidelidade e honestidade nos relacionamentos, frisando que a intenção também pode ser uma forma de traição.

## Recepção

### Desempenho nas tabelas musicais
| País/Parada             | Melhor posição |
| ----------------------- | -------------- |
| Brasil (Top 100 Brasil) | 11             |

### Certificações
| País (Provedor) | Certificação | Data | Vendas certificadas |
| --------------- | ------------ | ---- | ------------------- |
| Brasil (PMB)    | Ouro         | 2024 | +40 000             |